# Carl Munters
Carl Munters Georg (22 mars 1897 - 29 mars 1989) est un inventeur suédois, connu pour avoir inventé avec Baltzar von Platen le réfrigérateur à absorption de gaz actuellement vendu par Electrolux. Il a également inventé et breveté un procédé de fabrication de mousse plastique, qui a ensuite été redécouvert par Dow Chemical et utilisé pour faire du Styrofoam.

## Vie personnelle
Carl Georg est né à Dala-Järna dans le comté de Dalécarlie en Suède. Il est le fils de l'ingénieur Munters Anders Johan et d'Hilman Bernhardina Helling. Il est diplômé de l'école d'ingénieurs Institut royal de technologie en 1922. Il épouse Anna Eugenia Geralf en 1925 et Marianne Warkander en 1951.

## Réfrigérateurs
En collaboration avec Baltzar von Platen, il invente le réfrigérateur à absorption de gaz en 1922 à usage domestique, alors qu'ils étaient tous deux étudiants à l'Institut royal de technologie de Stockholm. Leur invention permet de produire du froid à partir d'une source d'énergie telle que le propane, l'électricité ou le kérosène. En 1923, la production de leur réfrigérateur commence par l'intermédiaire de la société AB Arctic. En 1925, AB Arctic est rachetée par Servel (unité d'Electrolux), qui commercialise ses produits dans le monde entier, notamment aux États-Unis où elle dépose le brevet d'invention le 7 décembre 1926. Servel est pendant de nombreuses années le seul producteur de ce réfrigérateur aux États-Unis.

## Autres inventions
Après avoir inventé la mousse plastique, il crée sa propre entreprise en 1955 et développe, entre autres, de nouveaux matériaux d'isolation, des climatiseurs et des déshumidificateurs. À sa mort, Munters a plus d'un millier de brevets.